# 里夫角
59°27′S 27°13′W / 59.450°S 27.217°W
里夫角（英語：Reef Point），是南極洲的海岬，位於南桑威奇群島的庫克島西端，在1930年由英國研究隊繪入地圖和命名，該海岬由英國海外領土管轄。